# Cá nhám cưa Bahamas
Cá nhám cưa Bahamas (danh pháp khoa học: Pristiophorus schroederi) là một loài cá nhám cưa thuộc học Pristiophoridae, được tìm thấy ở tây trung bộ Đại Tây Dương từ Bahamas và Cuba ở độ sâu từ 400 đến 1.000 m. Loài cá nhám cưa này dài ít nhất 80 cm.
Loài này được tìm thấy ở thềm lục địa và sườn dốc đảo. Nó đẻ trứng.